# Atlantic Grupa
Atlantic Grupa d.d. er en kroatisk multinational fødevarekoncern, som driver forretning i over 40 lande.
Atlantic Trade d.o.o. blev etableret i 1991.
Virksomhedens fødevarer inkluderer drikkevarer, kaffe, snacks, slik, ost og sportsernæring.